# Mercedes AMG High Performance Powertrains
Mercedes AMG High Performance Powertrains (wcześniej Mercedes-Ilmor, następnie Mercedes-Benz HighPerformanceEngines) – przedsiębiorstwo inżynierii mechanicznej z siedzibą w Wielkiej Brytanii projektujące i budujące wyczynowe silniki samochodowe dla Formuły 1, którego właścicielem jest Daimler AG.

## Historia
Ilmor Engineering został założony w październiku 1983 przez Mario Illiena i Paula Morgana, byłych pracowników Coswortha. Nazwa firmy pochodzi od pierwszych liter nazwisk założycieli. Od 1986 roku przedsiębiorstwo dostarczało silniki dla serii IndyCar, otrzymując pomoc i wsparcie finansowe od Rogera Penske.
W 1993 roku, Daimler nabył 25% udziałów, dotychczas należące do General Motors. Dziewięć lat później, producent zwiększył swoje udziały do 55% i zmienił nazwę na Mercedes-Ilmor. W 2005, Daimler został jedynym udziałowcem przedsiębiorstwa i zmienił nazwę najpierw na Mercedes-Benz High Performance Engines, a następnie na Mercedes-Benz HighPerformanceEngines. 
Jednocześnie, część firmy zwana Ilmor Special Projects Group, która od 2003 roku nawiązała partnerstwo z firmą Honda Performance Development, odpowiadając za silnik w serii IndyCar Series, została spółką, której właścicielami są Mario Illien i Roger Penske. Nowa spółka, niezależna od niemieckiego producenta, ponownie została nazwana Ilmor.

### Formuła 1

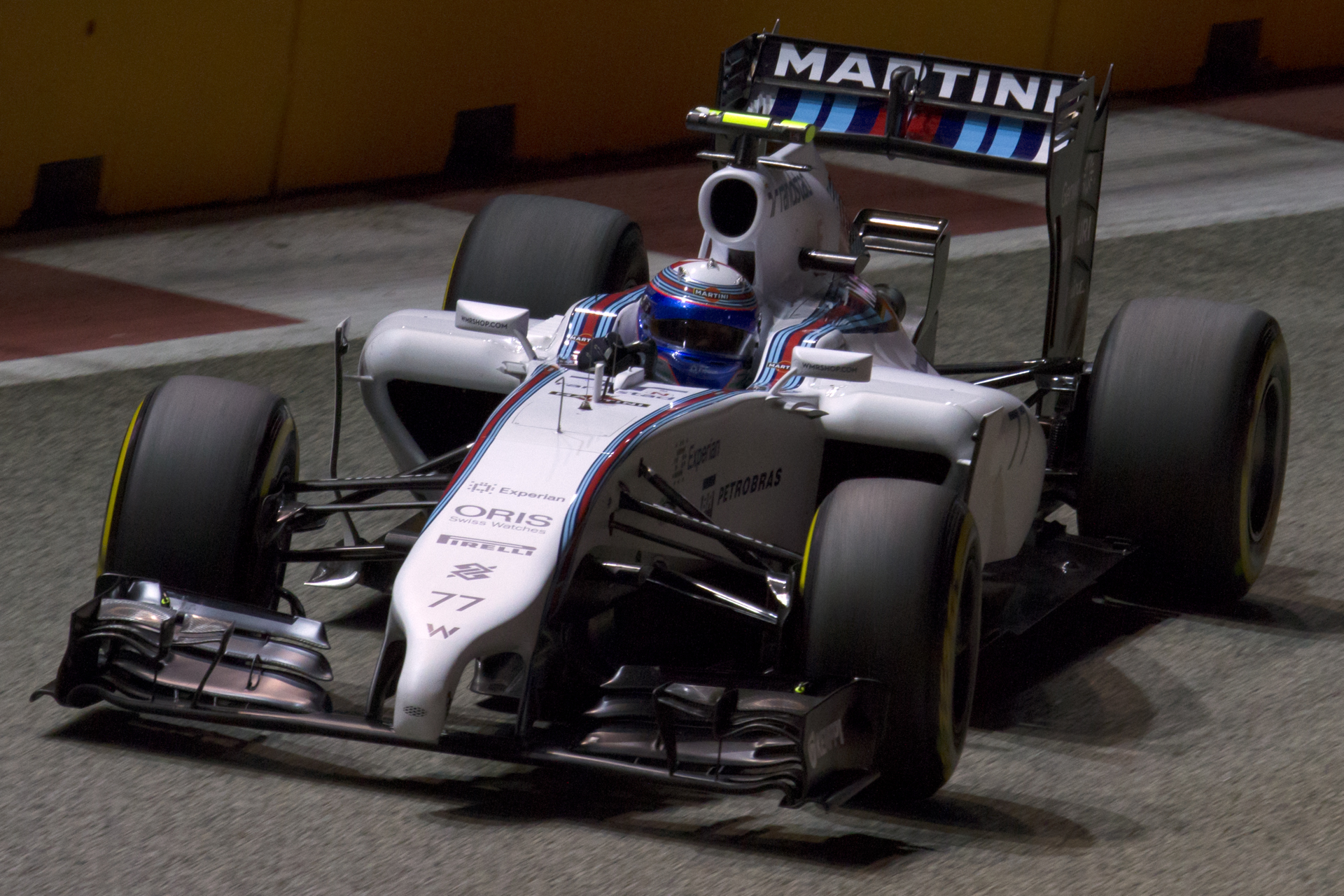
Valtteri Bottas podczas drugiego treningu do Grand Prix Singapuru 2014

Ilmor rozpoczął dostarczanie silników dla Formuły 1 w sezonie 1991, a ich pierwszym klientem była ekipa Leyton House. Zespół wówczas zdobył zaledwie jeden punkt, wywalczony przez Ivana Capelliego w Grand Prix Węgier 1991, co pozwoliło zespołowi na zajęcie dwunastej pozycji w klasyfikacji konstruktorów. Współpraca kontynuowana była w sezonie 1992, gdy stajnia powróciła do nazwy March. Również Ilmor dostarczał swoje jednostki zespołowi Tyrrell. Ekipa Kena Tyrrella zakończyła rok na szóstej pozycji z ośmioma punktami, natomiast March, który zdobył sześć punktów mniej zajął dziewiątą pozycję.
W tym samym roku, Mercedes zlecił firmie Ilmor zaprojektowanie silnika dla ekipy Sauber, która planowała wejść do Formuły 1. Jednak Mercedes wycofał się z projektu, umieszczając na pokrywie silnika napis concept by Mercedes-Benz. Silniki ukryte były pod nazwą zespołu. Debiutancki sezon dla szwajcarskiej stajni zakończył się zdobyciem dwunastu punktów, co przełożyło się na siódme miejsce w klasyfikacji konstruktorów.
Pod koniec 1993 roku, Mercedes oficjalnie postanowił powrócić do Formuły 1, wspierając Saubera. Ilmor zaś zaczął zaopatrywać swoje stare jednostki napędowe debiutującemu zespołowi Pacific. Kierowcy brytyjskiej ekipy łącznie zakwalifikowali się zaledwie do pięciu wyścigów sezonu 1994.
28 października 1994, przedsiębiorstwo nawiązało współpracę z McLarenem, kończąc jednocześnie współpracę z Sauberem. Pierwsze zwycięstwo tej współpracy miało miejsce w Grand Prix Australii 1997, gdy na najwyższym stopniu podium stanął David Coulthard. W czasie długoletniej współpracy, Mika Häkkinen zdobywał tytuły mistrzowskie w sezonach 1998-1999, natomiast zespół wywalczył mistrzostwo konstruktorów w 1998. Po kilku latach, po mistrzostwo kierowców sięgnął Lewis Hamilton, w sezonie 2008.
W 2014 roku, Mercedes opracował nowy, sześciocylindrowy turbodoładowany silnik hybrydowy o pojemności 1,6 litra, posiadający system odzyskiwania energii kinetycznej i cieplnej. Sezon 2014, Mercedes z innymi zespołami rozpoczęli z wyraźną przewagą mocy nad jednostkami Renault i Ferrari, a samochody z silnikiem Mercedesa zdobyły większość punktów.
Od sezonu 2021 przedsiębiorstwo dostarcza siniki ekipom: Aston Martin, McLaren, Mercedes i Williams.

## Wyniki
Źródło: statsf1.com
| Zespół        | Sezony             | Zw.     | Mistrzostwo świata kierowców | Mistrzostwo świata konstruktorów | Pierwsze zwycięstwo       | Ostatnie zwycięstwo     |
| Obecnie       | Obecnie            | Obecnie | Obecnie                      | Obecnie                          | Obecnie                   | Obecnie                 |
| ------------- | ------------------ | ------- | ---------------------------- | -------------------------------- | ------------------------- | ----------------------- |
| Aston Martin  | od 2021            | 0       | 0                            | 0                                |                           |                         |
| McLaren       | 1995–2014, od 2021 | 96      | 3 (1998-1999, 2008)          | 2 (1998, 2024)                   | Grand Prix Australii 1997 | Grand Prix Węgier 2025  |
| Mercedes      | od 2010            | 121     | 7 (2014-2020)                | 8 (2014-2021)                    | Grand Prix Chin 2012      | Grand Prix Kanady 2025  |
| Williams      | od 2014            | 0       | 0                            | 0                                |                           |                         |
| Dawniej       |                    |         |                              |                                  |                           |                         |
| Brawn GP      | 2009               | 8       | 1 (2009)                     | 1 (2009)                         | Grand Prix Australii 2009 | Grand Prix Włoch 2009   |
| / Force India | 2009–2018          | 0       | 0                            | 0                                |                           |                         |
| Lotus         | 2015               | 0       | 0                            | 0                                |                           |                         |
| Manor         | 2016               | 0       | 0                            | 0                                |                           |                         |
| Racing Point  | 2019–2020          | 1       | 0                            | 0                                | Grand Prix Sakhiru 2020   | Grand Prix Sakhiru 2020 |
| Sauber        | 1994               | 0       | 0                            | 0                                |                           |                         |